# Cryptotrochus
Genre
Cryptotrochus est un genre de coraux durs de la famille des Turbinoliidae.

## Caractéristiques
Les cryptotrochus sont décrits comme étant caractérisés par une thèque imperforée.

## Étymologie
Le nom Cryptotrochus est composé deux mots en grec ancien, kruptos (κρυπτός) « caché » et trokhos (τροχός) « roue ».

## Habitat et répartition
Ce corail a pu être observé dans l'océan Atlantique, au large des continents Nord et Sud-américain. La présence de spécimens de Cryptotrochus carolinensis a été rapportée au large des côtes de la Caroline du Nord.
Certains autres spécimens, de l'espèce Cryptotrochus javanus cette fois ci, ont été observés au large des côtes javanaises. 

## Liste d'espèces
Le genre Cryptotrochus comprend les espèces suivantes :
| Selon World Register of Marine Species (15 juillet 2015) : - Cryptotrochus brevipalus Cairns, 1999 - Cryptotrochus carolinensis Cairns, 1988 - Cryptotrochus javanus Cairns, 1988 | Selon ITIS (15 juillet 2015) : - Cryptotrochus brevipalus Cairns, 1999 - Cryptotrochus carolinensis Cairns, 1988 - Cryptotrochus javanus Cairns, 1988 |